# Arthrodese

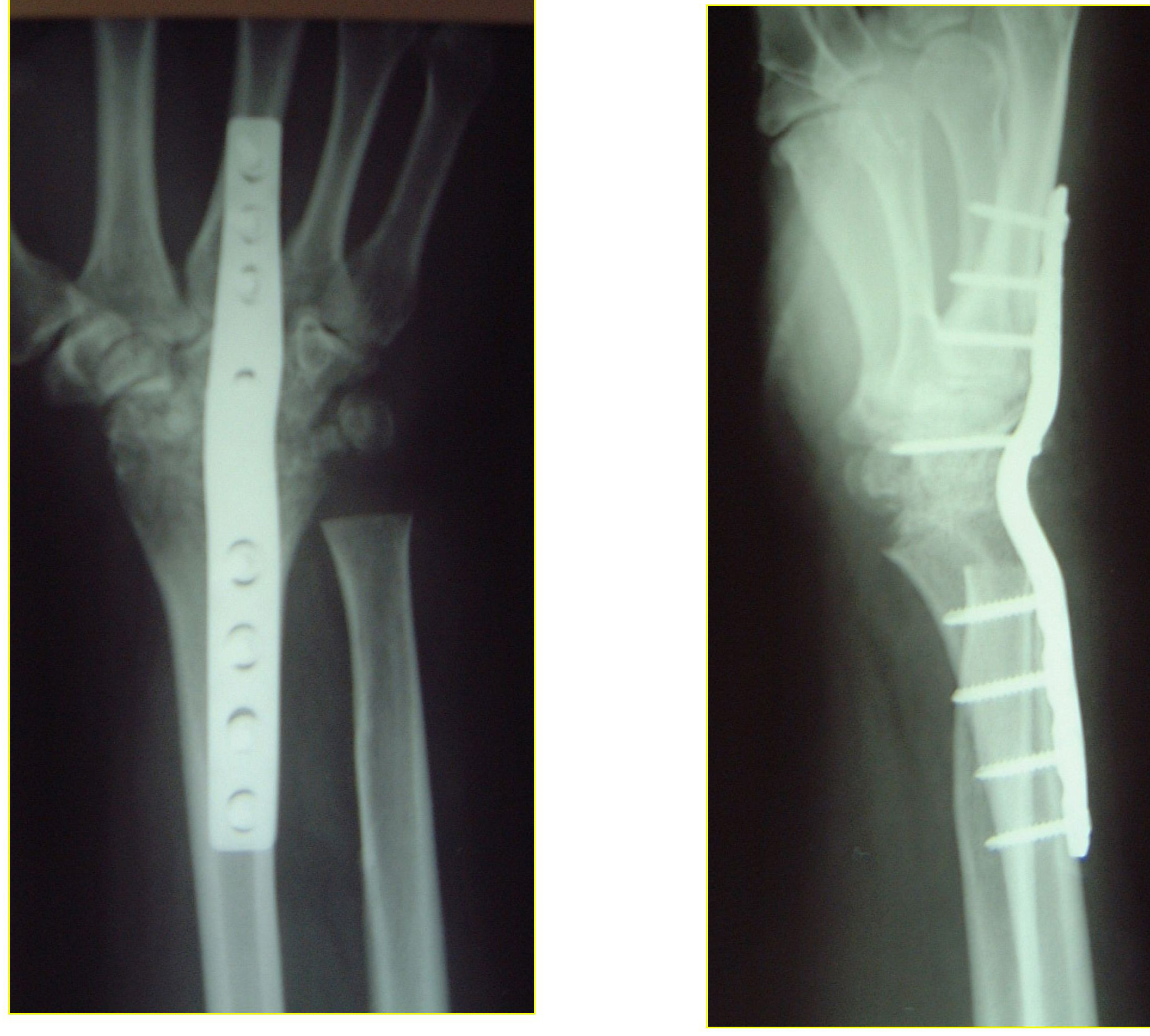
Arthrodese des Handgelenks

Die Arthrodese (von altgriechisch ἄρθρον arthron, ‚Gelenk‘ und δέσις desis, ‚das Binden‘) ist eine operative Gelenkversteifung (Versteifungsoperation). Die Bewegungsfähigkeit im Gelenk wird dabei komplett unterbunden. Dabei wird entweder das Gelenk eröffnet (intraartikuläre Arthrodese) oder nicht eröffnet (extraartikuläre oder paraartikuläre Arthrodese). Wird nur vorübergehend eine Fixation quer durch ein Gelenk angelegt, z. B. mit einem K-Draht, liegt eine temporäre Arthrodese vor.
Eine Arthrodese an der Wirbelsäule wird als Spondylodese bezeichnet. Die natürliche (krankheitsbedingte) Gelenkversteifung heißt Ankylose.
Die operative Gelenkversteifung ist prinzipiell an allen Gelenken möglich. Hüft- und Kniearthrodesen sind seit der Einführung von Endoprothesen selten geworden. Relativ häufig wird das Verfahren noch an Schulter, Hand, Sprunggelenken und Fußgelenken durchgeführt. Die Arthrodese des ersten Tarsometatarsal-Gelenkes (Lapidus-Arthrodese) ist ein häufiges Verfahren zur Korrektur eines schweren instabilen Hallux valgus und die Großzehengrundgelenk-Arthrodese wird häufig bei einem Hallux rigidus durchgeführt.

## Geschichte
Der Begriff Arthrodese wurde von Eduard Albert eingeführt. Er nahm 1878 bei einem Mädchen mit Kinderlähmung die erste Arthrodese vor und erreichte standfeste Knie. Im Jahr 1887 nahm er die erste erfolgreiche Hüftgelenksarthrodese vor. Der erste Bericht über eine erfolgreiche Hüftgelenksarthrodese aus dem französischen Sprachraum stammt aus dem Jahr 1886 von Lagrane, aus dem englischen von F. Albee 1908.

## Indikationen

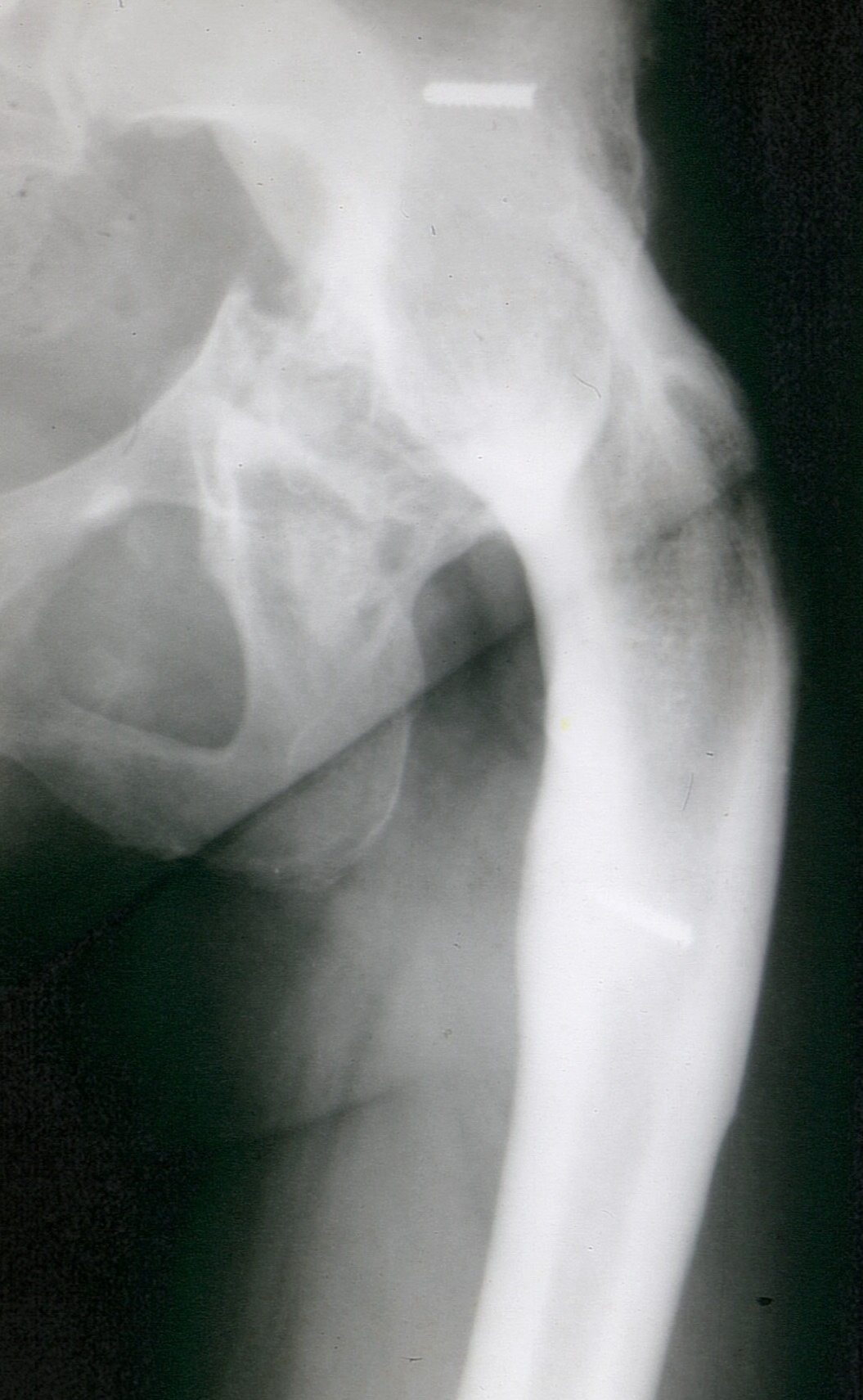
Alte Hüftarthrodese mit Hochstand des Femurkopfs nach Acetabulumfraktur

Eine Arthrodese wird beispielsweise bei einer schweren Arthrose oder anderen degenerativen Erkrankungen, bei bestimmten Frakturen (etwa im Bereich der Halswirbelsäule), bei einer chronischen Gelenksinstabilität infolge einer Lähmung, oder zur Korrektur einer schweren Fehlstellung (z. B. beim Hallux valgus) vorgenommen. Die Arthrodese ist im Fall einer Arthrose eine Alternative zur Gelenkprothese und zur Resektions-Interpositions-Arthroplastik.
Weiterhin kann eine Arthrodese bei schlaffen Lähmungen, z. B. nach Poliomyelitis durchgeführt werden, meist im Sprunggelenksbereich, um hierdurch eine ausreichende Stabilität zu erreichen.
Bei Patienten mit Tetraplegie dienen Arthrodesen im Handgelenksbereich zusammen mit Sehnentransfers, um Fingerbewegungen und v. a. eine Greiffunktion mit Hilfe umgelenkter nicht gelähmter Muskeln wiederherzustellen.
Arthrodesen kommen gelegentlich auch bei Gelenken infrage, die durch eine eitrige Arthritis oder gelenknahe Osteomyelitis zerstört wurden.

## Durchführung
Das Verfahren der offenen Arthrodese sieht eine Resektion der knorpeligen Anteile des Gelenks vor, oft mit Entfernung des darunterliegenden Knochens, wodurch auch eine Achskorrektur erreicht werden kann. Anschließend erfolgt in der Regel eine interne Fixation mit einer Osteosynthese. Dabei können kanülierte (hohle) Schrauben (wie im Bild der Schulter-Arthrodese), K-Drähte, intramedulläre Nägel oder Platten angewandt werden. Dies hängt von der Lokalisation der Arthrodese, der Präferenz des Operateurs und der speziellen Indikation ab. Zur Verbesserung der Knochenheilung können zudem ein eigenes Knochentransplantat (Beckenkamm-Spongiosa) oder künstliche Knochenersatzmaterialien angelagert werden. Nach der Operation ist in der Regel eine mehrwöchige Ruhigstellung in einem Gipsverband oder Schiene nötig, damit eine knöcherne Durchbauung des ehemaligen Gelenkes stattfindet.

## Komplikationen

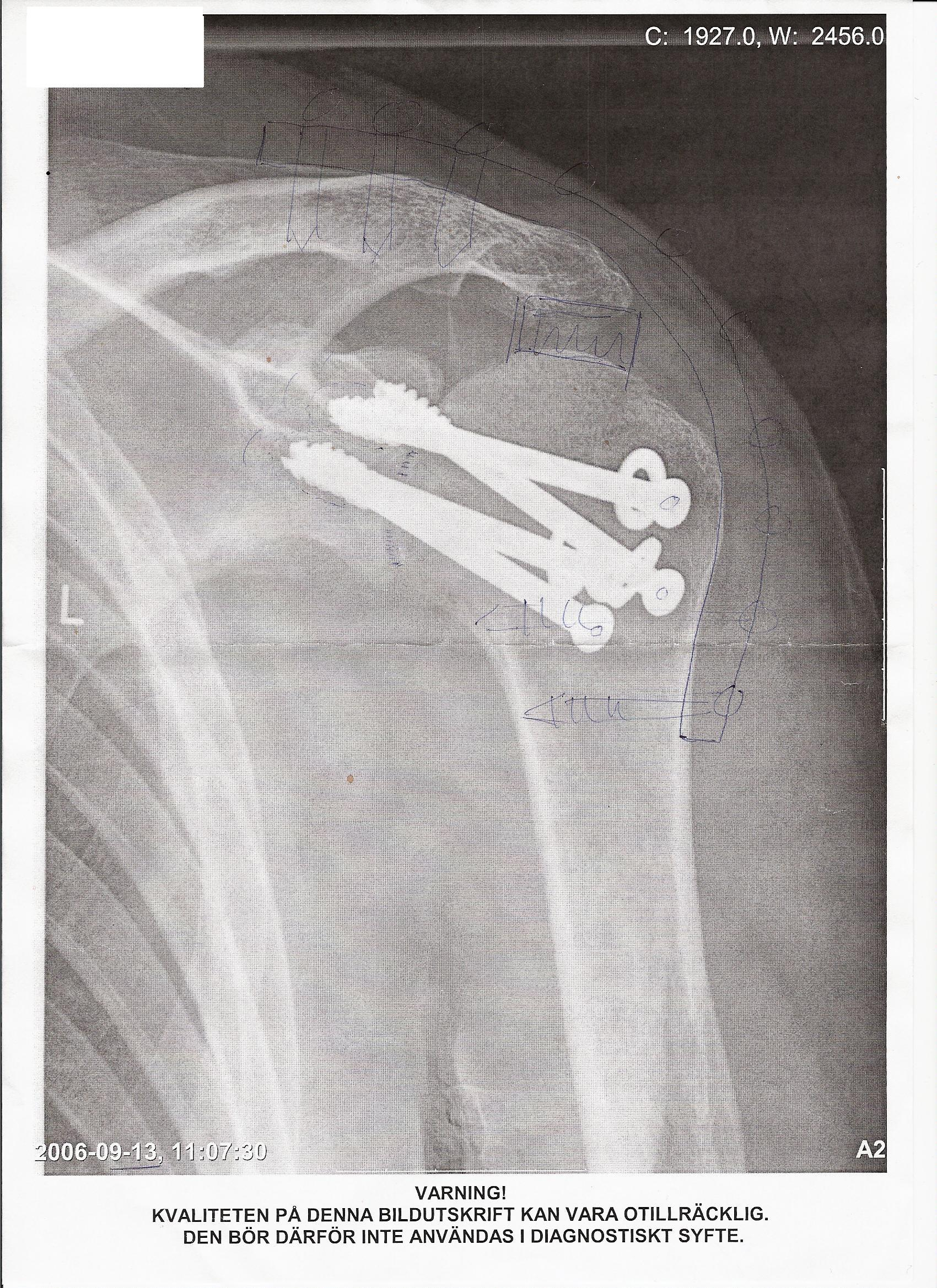
Insuffiziente Schulterarthrodese. Ohne eine überbrückende Platte können die Schrauben den Dreh- und Hebelkräften des Gelenks nicht standhalten. Die knöcherne Versteifung wird nicht eintreten.

Die Folge der Versteifung ist eine teilweise oder vollständige Übernahme der Beweglichkeit durch benachbarte Gelenke, die dadurch mittel-langfristig ebenfalls geschädigt werden können. Die Entscheidung zur Arthrodese sollte daher auch stets den Zustand der Nachbargelenke berücksichtigen.  Der Funktionsverlust bei Arthrodesen im Fuß- und Sprunggelenkbereich kann sehr gut kompensiert werden und erfordert manchmal eine Sohlenanpassung (Sohlenrolle), eine Einlagenversorgung, Schuhzurichtung oder orthopädischen Maßschuh. Bei posttraumatischen (und postinfektiösen) Instabilitäten kann die Arthrodese einen wesentlichen Funktionsgewinn bedeuten.
Eine fehlende knöcherne Durchbauung der Arthrodese (Pseudarthrose) ist so gut wie immer die Folge mangelhaften Drucks auf die zusammengefügten Knochenenden.